# Franz Eble
Franz Eble (* 14. Oktober 1918 in Hamburg; † 8. Dezember 1996) war ein deutscher Autogroßhändler. Er führte mehrere Branchenverbände, zum Beispiel war er Präsident der Handwerkskammer Hamburg.

## Leben und Wirken
Franz Eble absolvierte von 1933 bis 1936 eine Ausbildung zum Kraftfahrzeugmechaniker. Die Meisterprüfung im Kfz-Handwerk legte er 1948 ab. Nach einigen Berufsjahren gründete er im Januar 1955 seine eigene Firma, die „Franz Eble Autohandelsgesellschaft GmbH & Co. KG Hamburg“. Der VAG-(Volkswagen-Audi-Gemeinschaft)-Vertragshändler handelte mit Kraftfahrzeugen aller Art nebst Ersatzteilen und beteiligte sich im Laufe der Zeit an diversen ähnlichen Unternehmen.
1960 wurde er Obermeister der Innung des Kraftfahrzeughandwerks Hamburg und 1965 Vizepräsident der Handwerkskammer Hamburg. Zum Präsidenten des Landesverbands des Kfz-Gewerbes wurde er 1978 gewählt. Von April 1979 bis 1989 war er Präsident der Handwerkskammer Hamburg. 1985 war er in dieser Funktion maßgeblicher Initiator für die Gründung des Zentrums für Energie-, Wasser- und Umwelttechnik (ZEWU) auf dem Elbcampus, einer Einrichtung die zum deutschlandweiten Vorbild für weitere Umweltzentren des Handwerks wurde.
Zu seinen Ehrenämtern gehörten die Ausübung als Verwaltungsrat der Hamburger Sparkasse sowie der Hamburgischen Landesbank und als Aufsichtsrat der Hamburger Gaswerke sowie der Iduna-Versicherungen.
Im Dezember 2003 wurde die Autohandelsgesellschaft liquidiert.
Der 1989 mit dem Großen Bundesverdienstkreuz geehrte Franz Eble war verheiratet und hatte einen 1944 geborenen Sohn und eine 1948 geborene Tochter.

## Auszeichnungen
- vor 1980: Verbandsabzeichen in Gold vom Zentralverband des Kfz-Handwerks
- 1984: Verdienstkreuz 1. Klasse der Bundesrepublik Deutschland
- 1989: Großes Verdienstkreuz der Bundesrepublik Deutschland

## Veröffentlichungen
- Wege in die Zukunft. Reden aus der 10jährigen Amtszeit des Präsidenten der Handwerkskammer Hamburg Franz Eble. Handwerkskammerverlag, Hamburg 1989.